# Anette Vázquez
Anette Natalia Vázquez Mendoza (Guadalajara, 11 de marzo de 2002) es una futbolista mexicana. Juega como extremo y su equipo actual es el Club Atletico de San Luis de la Primera División Femenil de México.

## Trayectoria
Originaria tapatía, porta el número 11 en el Club Deportivo Guadalajara Femenil, debutó en el partido Guadalajara ante el Atlas el 29 de julio de 2017, a los 15 años de edad.

### Torneo Apertura 2017
Con un total de trece juegos jugados dentro de la Liga MX Femenil ocho de ellos como titular. Su primer anotación fue durante la jornada 6 en el Estadio José María Morelos y Pavón, finalizó el torneo con un total de tres goles formando parte del conjunto campeón.

### Torneo Apertura 2018
Con 252 minutos jugados Anette ya cuenta con su primer anotación en el '69 en el  encuentro contra Monarcas y busca el bicampeonato con el equipo de su tierra natal.

## Selección nacional
Convocada a la selección femenina de futbol sub-17 de México y con gran ilusión de formar parte de la selección mexicana femenil, Anette se compromete a trabajar arduamente y marcar la diferencia dentro del escuadrón mexicano. ya que se siente orgullosa de compartir su pasión por el futbol y representar a su país.
Abrió el marcador en el triunfo contra Inglaterra en el '31 en el Torneo Gradisca.

## Clubes
| Club              | País   | Año           |
| ----------------- | ------ | ------------- |
| C. D. Guadalajara | México | 2017-presente |

## Palmarés

### Títulos nacionales
| Título          | Club             | País   | Año  |
| --------------- | ---------------- | ------ | ---- |
| Liga MX Femenil | Club Guadalajara | México | 2017 |

| Título          | Club             | País   | Año  |
| --------------- | ---------------- | ------ | ---- |
| Liga MX Femenil | Club Guadalajara | México | 2022 |